# Xyris
- Commons
- Wikispecies

Xyris L. é um género botânico pertencente à família Xyridaceae.

## Espécies
- Xyris aberdarica
- Xyris acrophila
- Xyris acuminata
- Xyris acutifolia
- Xyris adusta
- Xyris complanata
- «Lista completa»

## Classificação do gênero
| Sistema | Classificação                     | Referência               |
| ------- | --------------------------------- | ------------------------ |
| Linné   | Classe Triandria, ordem Monogynia | Species plantarum (1753) |